# Sean Hayes
Sean Hayes est un acteur et producteur  américain né le 26 juin 1970 à Chicago.

## Carrière
Sean Hayes est notamment connu pour  avoir joué le rôle de Jack McFarland dans la sitcom Will et Grace ; cette série lui a valu un Emmy award et quatre SAG Awards, ainsi que six nominations aux Golden Globes.

## Vie privée
En 2010, lors d'une interview accordée au magazine The Advocate, Sean Hayes fait allusion à son homosexualité, déclarant : « Je n'ai jamais eu de problèmes à dire qui je suis. Je suis qui je suis. Je n'ai jamais été "dans le placard", comme on dit ». En 2014, il épouse son compagnon.

## Filmographie

### Cinéma
- 1986 : Lucas : un spectator (non crédité)
- 1996 : A&P (court métrage) : Sammy
- 1998 : Billy's Hollywood Screen Kiss : Billy Collier
- 2000 : Buzz l'Éclair, le film : Le Début des aventures : Brain Pod #13 (voix)
- 2001 : Comme chiens et chats : M. Tinkles (voix)
- 2003 : Pieces of April : Wayne
- 2003 : Le Chat chapeauté : Le poisson
- 2004 : Rendez-vous avec une star : Richard Levy the Shameless
- 2007 : Sans plus attendre : Thomas
- 2008 : Soul Men : Danny Epstein
- 2008 : Igor : Brain (voix)
- 2010 : Comme chiens et chats : La Revanche de Kitty Galore : M. Tinkles (voix)
- 2012 : Les Trois Corniauds de Peter et Bobby Farrelly : Larry
- 2012 : Hit and Run : Sandy Osterman (caméo)
- 2013 : Monstres Academy : Terri Perry
- 2020 : Lazy Susan : Susan
- 2025 : Is This Thing On? de Bradley Cooper
- 2025 : Running Man (The Running Man) d'Edgar Wright

### Télévision
- 1996: Les Dessous de Palm Beach : Roger (Saison 6, épisode 8)
- 1998-2006 : Will et Grace : Jack McFarland
- 2001 : Scrubs : Nick Murdoch (Saison 1, épisode 7)
- 2001 : Saturday Night Live : Lui-même
- 2002 : Martin and Lewis (en) : Jerry Lewis
- 2006 : Will and Grace: Say Goodnight Gracie : Jack McFarland
- 2005 : Roberto the Insect Architect (court métrage d'animation) : Le narrateur
- 2006 : Tom Goes to the Mayor : le guide
- 2006 : Lovespring International : 	Victor
- 2006-2007 : Campus Ladies : Marshall
- 2007 : 30 Rock : Jesse Parcell (Saison 1, épisode 21)
- 2008 : Man Stroke Woman
- 2012 : Portlandia : Guest star (Saison 2, épisode 12)
- 2012 : Parks and Recreation : Buddy Wood (Saison 4, épisode 18)
- 2013 : Smash : Terry Falls
- 2013 : Sean Saves the World : Sean (14 épisodes) (4 autres prévus annulé par NBC le 29/01/14)[4]
- 2014 : Mon Comeback : lui-même (1 épisode)
- 2016 à la télévision : Hairspray Live! : Mr. Pinky (téléfilm)
- 2016 : Will & Grace : #VoteHoney : Jack McFarland (mini-épisode)
- 2017- 2020 : Will & Grace : Jack McFarland[5].

## Voix françaises
En France
| - Bertrand Liebert dans : - Will et Grace (série télévisée) - Martin and Lewis (en) - Sans plus attendre - Smash (série télévisée) - Pierre Tessier dans : - Le Chat chapeauté - Rendez-vous avec une star | et aussi - Bernard Alane dans Comme chiens et chats (voix) - Éric Aubrahn dans Hot in Cleveland (série télévisée) - Benjamin Bollen dans How Murray Saved Christmas |

## Théâtre
- 2010-2011 : Promises, Promises - Broadway revival (comédie musicale) - Chuck